# Boliqueime (stacja kolejowa)
Boliqueime (port: Estação Ferroviária de Boliqueime) – stacja kolejowa w Boliqueime, w dystrykcie Faro, w Portugalii. Znajduje się na Linha do Algarve.
Obsługiwana jest przez pociągi regionalne Comboios de Portugal.